# Beekman Tower
La Beekman Tower, también conocida como Panhellenic Tower, es un rascacielos art déco de 26 pisos situado en la esquina de Primera Avenida y East 49th Street en Midtown Manhattan, en Nueva York. Fue construido entre 1927 y 1928 según un diseño de John Mead Howells.
La Beekman Tower se había construido para la sección de Nueva York de la Asociación Panhelénica como club y hotel para mujeres en hermandades universitarias. Sin embargo, debido a la falta de patrocinio, a mediados de la década de 1930 se abrió al público general. Más tarde se convirtió en hotel y luego en apartamentos corporativos.
Tiene un diseño con numerosos retranqueos, chaflanes en sus esquinas y una masa que linda con los límites de su lote. Su ornamentación escultórica fue diseñada por Rene Paul Chambellan en estilo art déco con influencias góticas. En 1998, la Comisión para la Preservación de Monumentos Históricos de Nueva York convirtió el edificio en un símbolo oficial de la ciudad.

## Historia

### Planificación y construcción
El capítulo de Nueva York de la Asociación Panhelénica anunció planes para un albergue para estudiantes y graduados en 1921. En los años posteriores a la Primera Guerra Mundial, hubo un gran aumento en el número de mujeres universitarias estudiantes, que durante mucho tiempo habían estado subrepresentados en la educación superior en comparación con sus homólogos masculinos. La mayoría de estas mujeres planeaban ingresar a carreras comerciales, profesionales o de ciencias sociales después de graduarse, por lo que planeaban mudarse a áreas urbanas con una plétora de trabajos. Sin embargo, había una escasez de unidades de vivienda disponibles en Nueva York debido a la inflación y los controles de alquiler implementados durante la guerra, y los pocos apartamentos disponibles tendían a ser demasiado caros. Además, las opciones como hoteles y posadas tendían a ser más caras y estaban pensadas para hombres, mientras que los hogares de mujeres autosuficientes atendían principalmente a los inmigrantes y la clase trabajadora.
La Asociación Panhelénica había llegado a la conclusión de que varios clubes existentes no eran opciones adecuadas de alojamiento a corto plazo debido a las "largas listas de espera", por lo que propuso un edificio que pudiera albergar hasta 400 mujeres a la vez. En ese momento, la asociación pensó que el edificio podría estar listo para 1923. Donn Barber fue contratado en octubre de 1922 para diseñar el edificio, mientras que se creó una corporación para emitir acciones preferentes y comunes para financiar la construcción del edificio. Sin embargo, las restricciones sobre las acciones ordinarias provocaron un retraso en la construcción y no se vendería una cantidad suficiente de acciones hasta 1925. Al año siguiente se hizo cargo del proyecto Emily Eaton Hepburn, una sufragista y activista cuyo marido había muerto cuatro años antes. Tenía la tarea de contratar a un nuevo arquitecto ya que Barber había muerto. Hepburn eligió a John Mead Howells porque creía que tenía "un gran interés en el problema de la vivienda".
Hepburn anunció la compra del sitio del Panhellenic en marzo de 1927, y la construcción comenzó el 10 de octubre de 1927, con la ceremonia de inauguración celebrada el 13 de noviembre. La colocación ceremonial de la primera piedra ocurrió el 20 de mayo de 1928, a la mitad de la construcción. El edificio inicialmente solo constaba de la torre de 26 pisos en la Primera Avenida y Mitchell Place, y el auditorio de dos pisos al este. Durante el proceso de construcción, Howells presentó planos para un ala de ocho pisos al este del auditorio.

### Uso
El edificio se inauguró en octubre de 1928. Hepburn cedió el edificio a la hermandad de mujeres a fines de 1928, y al año siguiente, una publicación de la hermandad de mujeres afirmó que la Panhellenic Tower era el único hotel de propiedad y administración de mujeres en Nueva York.
Inicialmente, la Torre Panhelénica se consideró exitosa. Hepburn pasó a desarrollar 2 Beekman Place en el extremo opuesto de Mitchell Place; toda el área se conoció como Beekman Hill, uno de los lugares más prestigiosos de Nueva York. Sin embargo, debido a la falta de patrocinio durante la Gran Depresión, el hotel se abrió para los huéspedes que no pertenecían a la hermandad de mujeres en 1931 y para los hombres en 1934. Después de que el hotel se puso a disposición de los hombres, pasó a llamarse Beekman Tower (Panhellenic) imagen más atractiva para ambos sexos. Otras mejoras incluyeron la conversión de la terraza de la azotea del edificio en un bar en 1940; la conversión del espacio comercial en la Primera Avenida en espacio para restaurantes en 1959; y la incorporación del aire acondicionado en 1960.
La hermandad vendió el edificio a inversores en 1964 y se convirtió en un hotel convencional. El arquitecto Sidney Goldhammer instaló baños y cocinas en cada habitación, así como también construyó apartamentos dentro de los antiguos espacios para eventos. Tras la reconversión del Hotel Beekman, sus clientes procedían mayoritariamente de Naciones Unidas, cuya sede se encuentra en las cercanías, así como de grandes empresas. Entre los invitados del hotel se encontraban la actriz Geraldine Chaplin, los músicos Pearl Bailey y Frank Zappa, y delegados de la ONU. Después de un período de deterioro, el vestíbulo y las suites fueron remodelados entre 1989 y 1991. La Comisión para la Preservación de Monumentos Históricos de Nueva York designó el edificio como un símbolo oficial de la ciudad el 13 de febrero de 1998.
El Beekman Tower Hotel funcionó hasta 2013, cuando se vendió a Silverstein Properties, que también desarrolló el nuevo World Trade Center. Silverstein convirtió las suites del edificio en apartamentos corporativos amueblados a largo plazo. Desde entonces, Silverstein vendió la propiedad y, a partir de 2018, la Beekman Tower es administrada por RESIDE Worldwide.

## Diseño

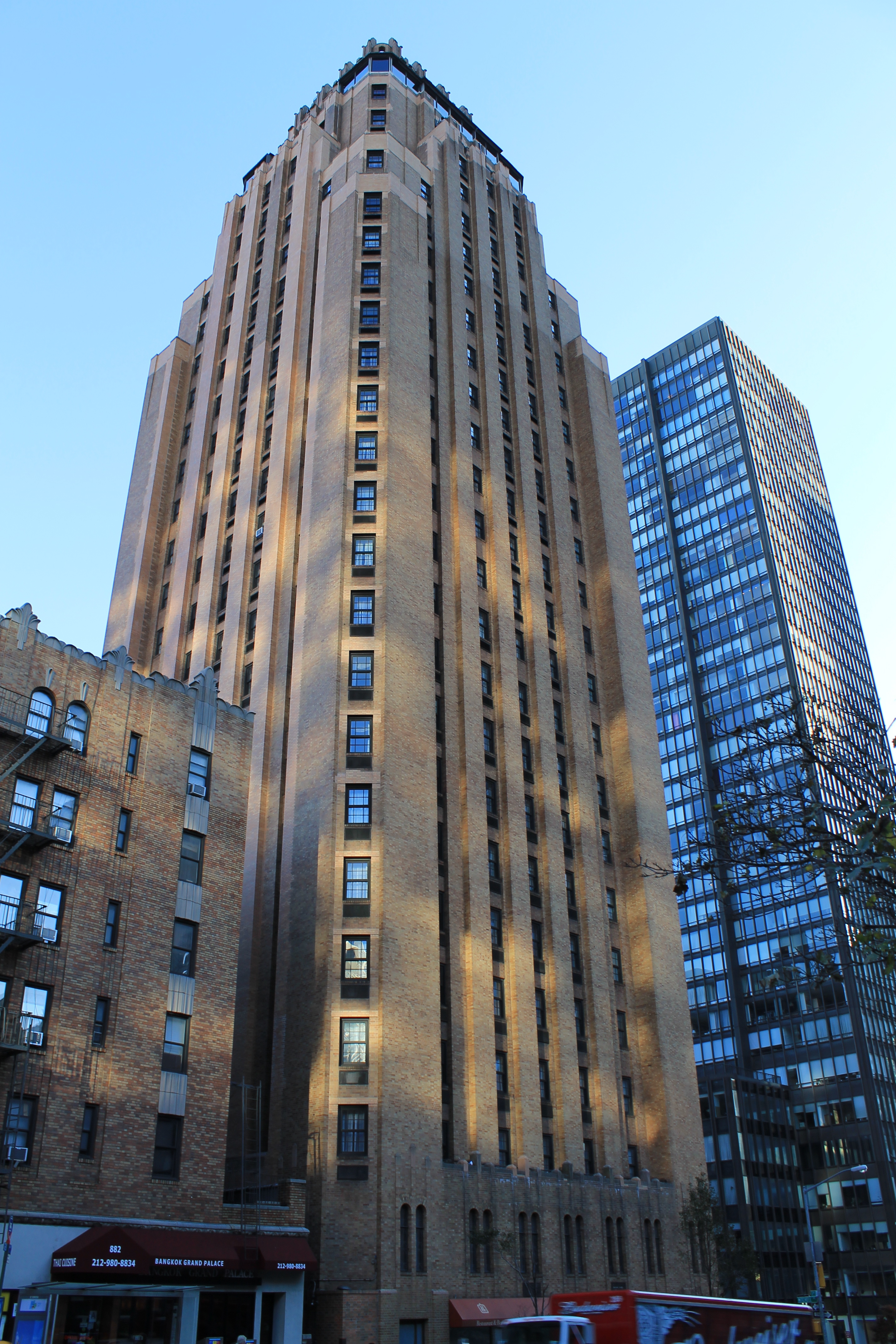
Vista desde la Primera Avenida y la Calle 50.

La Beekman Tower está ubicada en la esquina noreste de la Primera Avenida y Mitchell Place/49th Street. Tiene un frente de 25 m en la Primera Avenida y 38 m en Mitchell Place. El edificio consta de tres partes. La parte más occidental, lindando con la Primera Avenida, es una torre de 26 pisos con un plano de planta cuadrado y pequeños retranqueos. La parte central contenía un espacio para eventos de dos pisos con otra entrada a Mitchell Place. La parte más al este era un anexo de ocho pisos y 5,5 m de ancho.
El diseño se inspiró en dos planos para la Tribune Tower en Chicago, así como en el American Radiator Building en 40th Street en Midtown Manhattan. El plan de Howells incorporó la masa de retroceso utilizada en el diseño de la Tribune Tower por el arquitecto finlandés-estadounidense Eliel Saarinen, al tiempo que incorporó las esquinas, líneas y decoraciones de los diseños finales de Raymond Hood tanto para la Tribune Tower como para el American Radiator Building. Los materiales de la fachada fueron coloreadas para «producir la impresión de que el edificio ha sido construido o tallado en un solo material».

### Fachada
La base suele tener dos pisos de altura, con dos ventanas de vidrio emplomado dentro de cada uno de los compartimentos del segundo piso. Una entrada a la parte de la torre del edificio se encuentra en la esquina suroeste del edificio, en la Primera Avenida y Mitchell Place. La entrada del hotel más al este en Mitchell Place se distingue porque contiene una base de tres pisos de altura con tres bahías, separadas por anchas pilastras, así como molduras de piedra fundida. Los paneles escultóricos art déco diseñados por Chambellan se encuentran cerca de esa entrada. En el tercer piso de la entrada de Mitchell Place, anteriormente había ventanas tripartitas rematadas con lunetas, que luego fueron reemplazadas por ventanas abatibles.
La sección occidental del edificio contiene una sección de torre, que mide 23 m y se eleva 24 pisos sobre la base de dos pisos. Cada una de las esquinas de la torre contiene un pequeño pilar con una sola columna de ventanas. Los cuatro lados de la torre contienen pilares que se elevan hasta el piso 24, con ventanas empotradas ubicadas entre ellos. Los huecos empotrados, así como los huecos verticales dentro de los pilares en los niveles superiores del edificio, estaban destinados a crear un efecto de sombra. La línea del techo del edificio contiene varios ornamentos, mientras que la base contenía diseños de letras griegas.
La sección central del edificio consta de un ala de tres pisos que originalmente era un auditorio/espacio para eventos. Esta porción tiene 10 m de ancho por 25 m de profundidad, y su elevación sur de 10 metros de ancho contiene cuatro tramos divididos por pilastras.
La sección este del edificio tiene diez pisos de altura con un ático en el techo y mide 5,5 metros de ancho por 24 de profundidad. Contiene fachadas al sur y oeste, así como un retroceso a nivel de ático. La fachada sur se divide en dos bahías, siendo la bahía occidental más ancha. La fachada occidental, con vistas al auditorio/espacio para eventos, se divide en siete bahías.

### Características
La base de la parte occidental de la Beekman Tower se construyó con áreas administrativas y comunes como salones, áreas de recepción y un comedor, mientras que había tiendas a nivel del suelo en el lado de la Primera Avenida. Sobre la base, había 380 habitaciones, muchas de ellas con balcones, así como un jardín en la azotea en el cuarto piso sobre el espacio para eventos. El edificio, tal como fue diseñado, tiene dos escaleras de emergencia (una en el norte y otra en la esquina sureste), así como tres ascensores.  La parte este de la Beekman Tower contenía apartamentos, un gimnasio y oficinas de hotel. Un callejón de servicio corría a lo largo del lado norte del edificio.
Había una terraza en el piso 26, rodeada de balcones, que inicialmente servía como lugar de reunión para las mujeres residentes. En 1940, se convirtió en un bar llamado Top of the Tower. El salón contenía tonos oscuros y patrones curvos que desvían la atención de su inusual plano de planta, así como características como luces en forma de colgante, puertas de ascensor con diseños de follaje y muebles de estilo francés. El bar se amplió en 1959 cerrando los balcones alrededor de la terraza, y luego se amplió y renovó de nuevo a finales del siglo XX. El bar funcionó hasta 2013 y posteriormente fue renovado por Merchants Hospitality Inc. y reabierto en 2018 como un bar llamado Ophelia.

## Recepción de la crítica
La Beekman Tower fue ampliamente elogiada tras su finalización, incluso recibió reconocimiento internacional cuando varias publicaciones de arquitectura francesa informaron sobre la estructura. The New Yorker declaró que la Beekman Tower era "un edificio glorioso en un sitio glorioso y un maravilloso ejemplo de modernistas que no se volvieron locos", mientras que The New York Times dijo que el edificio era "un ejemplo sobresaliente de la arquitectura de rascacielos estadounidense". En 1929, un año después de la inauguración del edificio, la Asociación de la Primera Avenida otorgó al edificio un premio por "mérito arquitectónico excepcional".
Las críticas posteriores fueron mixtas. Robert A. M. Stern escribió en 1987 que el edificio "marcó un avance" con respecto al American Radiator Building y la Tribune Tower. Christopher Gray de The New York Times escribió en 1991 que antes de que se construyera la sede de las Naciones Unidas, la estructura era "un hito fuera de lugar". El diseño de la torre Beekman fue la inspiración para varias otras estructuras, como el Reynolds Building en Winston-Salem, Carolina del Norte.